# The College Dropout
| Recensione           | Giudizio |
| -------------------- | -------- |
| Metacritic           | 87/100   |
| AllMusic             |          |
| Blender              |          |
| Entertainment Weekly | A-       |
| Pitchfork            | 8,2/10   |
| Rolling Stone        |          |
| Spin                 | B+       |

The College Dropout è l'album di debutto del rapper statunitense Kanye West, pubblicato il 10 febbraio 2004 dalle etichette discografiche Roc-A-Fella e Def Jam Recordings.
Negli anni precedenti alla pubblicazione dell'album, West ha ricevuto numerosi elogi per il suo lavoro di produttore per rapper del calibro di Jay-Z e Talib Kweli, ma riscontrava difficoltà ad essere accettato come artista vero e proprio dall'industria musicale. Nel tentativo di perseguire una carriera solista, firmò un contratto con la Roc-A-Fella e registrò The College Dropout in un periodo di 4 anni, dal 1999 al 2003.
La produzione dell'album è stata gestita principalmente da West stesso, che ha sviluppato qui il suo stile di produzione, caratterizzato dall'uso di sped-up, Pitch shift, di samples vocali, provenienti da brani soul ed R&B, in aggiunta alla drum machine dello stesso West, di cori gospel; figurano anche collaborazioni con Jay-Z, Mos Def, Jamie Foxx, Ludacris, Syleena Johnson ed altri. Differenziandosi dai toni del gangsta rap, i testi di West vertono su temi ben diversi, quali la famiglia, l'autocoscienza, il materialismo economico, la religione, il razzismo e l'educazione.
The College Dropout debuttò al secondo posto della Billboard 200, vendendo circa 441.000 copie nella sua prima settimana di vendite. L'album ricevette un ampio successo commerciale, divenendo l'album più venduto di West negli Stati Uniti, con vendite che superano le 3,4 milioni di copie, al 2014. L'album è stato sponsorizzato dai singoli Through the Wire, Jesus Walks, All Falls Down e Slow Jamz, questi ultimi due raggiunsero inoltre la top 10 della Billboard Hot 100.
Accolto positivamente quasi all'unanimità dalla critica, The College Dropout è stato apprezzato per le produzioni di West ed il suo rap umoristico ed emozionale. L'album ha fruttato numerosi premi al rapper, tra cui il Grammy Award al miglior album rap alla 47ª edizione dei Grammy Awards. È stato nominato dal Time e da Rolling Stone, ed altre riviste del settore, come uno dei migliori album di tutti i tempi.

## Antefatti
Kanye West iniziò la sua carriera da produttore a metà degli anni 90, producendo principalmente per rapper locali. Per un periodo, fece da ghost producer per Deric "D-Dot" Angelettie. In associazione con D-Dot, West era impossibilitato a pubblicare un album solista, così formò e divenne membro e produttore dei Go-Getters, un gruppo rap di Chicago composta dallo stesso West, GLC, Really Doe ed Arrowstar. Il gruppo pubblicò il loro primo ed ultimo album in studio, World Records Holders, nel 1999. La fama di West cominciò a crescere ed è spesso considerato come il principale motivo della rivitalizzazione della carriera di Jay-Z per via del suo contributo alla produzione dell'album di quest'ultimo, The Blueprint, uscito nel 2001. The Blueprint venne in seguito nominato da Rolling Stone come il 252° miglior album di tutti i tempi. Ciò fece accrescere l'interesse nei confronti di West come produttore. Da produttore interno alla Roc-A-Fella, West produsse anche per altri artisti della stessa label, come Beanie Sigel, Freeway e Cam'ron. Ha inoltre prodotto alcune hit per Ludacris, Alicia Keys e Janet Jackson.
Visto il successo ottenuto come produttore, West aspirava a diventare un rapper vero e proprio, ma trovò non poche difficoltà ad ottenere un contratto discografico. Le label discografiche lo ignoravano poiché egli non mostrava l'attitudine gangsta che tanto predominava nell'hip-hop mainstream di inizio 2000. Dopo una serie di colloqui con la Capitol Records, a West fu negato un contratto. Per evitare che entrasse in un'altra etichetta, l'allora capo della Roc-A-Fella, Damon Dash, gli fece firmare un contratto. In seguito Jay-Z ammetterà che la label era inizialmente riluttante a supportare West come rapper, dato che veniva dapprima visto come un produttore discografico e che il suo background andava in contrasto con quello dei suoi colleghi.

## Titolo e copertina
Il titolo dell'album è in parte riferito alla decisione di West di abbandonare il college al fine di perseguire il suo sogno di diventare un musicista. Ciò causò il forte dispiacere della madre dello stesso West, che insegnava nello stesso college frequentato dal figlio.
In seguito, lei affermerà:
La copertina dell'album è stata creata da Eric Duvauchelle, il quale faceva allora parte del team di brand design della Roc-A-Fella. West aveva già scattato delle foto travestito da Dropout Bear - che riapparirà nei suoi lavori successivi - e Duvauchelle scelse una foto di lui seduto su una gradinata, poiché egli era attratto dalla solitudine di quella che doveva essere "la rappresentazione più popolare di una scuola". L'immagine è rinchiusa da degli ornamenti d'oro, che Duvauchelle rinvenne in un libro d'illustrazioni del XVI secolo che West volle usare per "dare un senso di eleganza e stile a quella che era l'immagine tipica dei gangsta-rapper". L'interno della copertina contiene uno yearbook, contenente foto degli artisti ospiti dell'album provenienti dalla loro infanzia".

## Pubblicazione e promozione
Il periodo di uscita dell'album era inizialmente fissato per l'agosto del 2003, ma il perfezionismo che contraddistingue lo stile produttivo di West portò alla posticipazione dell'uscita per tre volte. Fu infatti prima posticipato ad ottobre dello stesso anno e poi a gennaio dell'anno seguente, prima di essere pubblicato a febbraio del 2004.
Nella sua prima settimana dall'uscita, l'album vendette 441.000 copie, debuttando alla seconda posizione della Billboard 200, dietro a Feels like Home di Norah Jones. Rimase dietro a Feels like Home per altre due settimane, vendendo 196.000 copie nella seconda settimana e 132.000 nella terza. Ad aprile l'album fu certificato disco di platino dalla RIAA, e nel giugno seguente fu certificato doppio platino. Da giugno 2014, The College Dropout è diventato l'album più venduto di West negli Stati Uniti, con vendite che ammontano a 3.358.000 di copie. L'album ha anche venduto oltre 4 milioni di copie in tutto il mondo.
Quattro dei singoli pubblicati per promuovere l'album entrarono nella top 20 della Billboard Hot 100, ovvero: "Through the Wire", "Slow Jamz", "All Falls Down" e "Jesus Walks". "The New Workout Plan" fu il quinto ed ultimo singolo. Spaceship era stato pianificato per essere il sesto singolo, ma la Def Jam decise di spostarsi dalla campagna promozionale di The College Dropout alla lavorazione dell'album successivo di West, Late Registration. Anche "Two Words" era destinato ad essere pubblicato come singolo e vi fu girato anche un videoclip per il brano, pubblicato successivamente dallo stesso West nel 2009.

## Tracce
1. Intro – 0:19 (Kanye West)
2. We Don't Care – 3:59 (Kanye West, Miri Ben-Ari, Ross Vannelli)
3. Graduation Day – 1:22 (Kanye West, John Stephens, Miri Ben-Ari)
4. All Falls Down[35] (feat. Syleena Johnson) – 3:43 (Kanye West, Lauryn Hill)
5. I'll Fly Away – 1:09 (Albert E. Brumley, Kanye West)
6. Spaceship (feat. GLC e Consequence) – 5:24 (Kanye West, Leonard Harris, Dexter Mills, Marvin Gaye, Gwen Gordy Fuqua, Sandra Greene)
7. Jesus Walks – 3:13 (Kanye West, Che Smith, Mira Ben-Ari, Curtis Lundy)
8. Never Let Me Down (feat. Jay-Z e J. Ivy) – 5:24 (Kanye West, Shawn Carter, James Richardson, Michael Bolotin, Bruce Kulick)
9. Get Em High (feat. Talib Kweli e Common) – 4:49 (Kanye West, Talib Greene, Lonnie Lynn)
10. Workout Plan (Skit) – 0:46 (Kanye West)
11. The New Workout Plan – 5:22 (Kanye West, John Stephens, Bosco Kante, Sumeke Rainey, Mira Ben-Ari)
12. Slow Jamz (Twista feat. Kanye West e Jamie Foxx) – 5:16 (Kanye West, Carl Mitchell, Burt Bacharach, Harold David)
13. Breathe in Breathe Out (feat. Ludacris) – 4:07 (Kanye West, Brian Miller)
14. School Spirit (Skit 1) – 1:18 (Kanye West)
15. School Spirit – 3:02 (Kanye West, Aretha Franklin)
16. School Spirit (Skit 2) – 0:44 (Kanye West)
17. Lil Jimmy (Skit) – 0:54 (Kanye West)
18. Two Words (feat. Mos Def, Freeway e il coro maschile di Harlem) – 4:26 (Kanye West, Dante Smith, Lou Wilson, Ric Wilson, Carlos Wilson)
19. Through the Wire – 3:41 (Kanye West, David Foster, Tom Keane, Cynthia Weil)
20. Family Business – 4:39 (Kanye West)
21. Last Call – 12:41 (Kanye West, Michael Perretta, Tony Williams, Ken Lewis)

### 2005 Japanese special edition
Bonus track
1. Heavy Hitters (feat. GLC) – 3:01 (Kanye West, Leonard Harris)

Bonus CD
1. We Don't Care (Reprise) (feat. Keyshia Cole) – 2:57 (Kanye West, Keyshia Cole)
2. Jesus Walks (Remix) (feat. Ma$e e Common) – 4:58 (Kanye West, Mason Betha, Lonnie Rashid Lynn Jr.)
3. It's Alright (feat. Ma$e e John Legend) – 3:51 (Kanye West, Mason Betha, John Stephens)
4. The New Workout Plan (Lil Jon Remix) (feat. Fonzworth Bentley, Luke e Twista) – 4:02 (Kanye West, Derek Watkins, Luther Roderick Campbell, Jonathan Smith)
5. Two Words (Cinematic) (feat. Il coro maschile di Harlem) – 4:06 (Kanye West)
6. Never Let Me Down (Cinematic) – 5:16 (Kanye West)

### Campionamenti
- We Don't Care contiene campionamenti di I Just Wanna Stop, scritta da Ross Vannelli ed eseguita da The Jimmy Castor Bunch.
- All Falls Down contiene interpolazioni di Mistery of Iniquity, scritta ed eseguita da Lauryn Hill.
- Spaceship contiene campionamenti di Distant Lover, scritta da Marvin Gaye, Gwen Gordy Fuqua e Sandra Greene, ed eseguita da Marvin Gaye.
- Jesus Walks contiene campionamenti di Walk with Me, eseguita dal Coro di ARC e campioni di (Don't Worry) If There's a Hell Below, We're All Going to Go, scritta ed eseguita da Curtis Mayfield.
- Never Let Me Down contiene campioni Maybe It's the Power of Love, scritta da Michael Bolton e Bruce Kulick ed eseguia dai Blackjack.
- Slow Jamz contiene campionamenti di A House Is Not a Home, scritta da Burt Bacharach ed Hal David ed eseguita da Luther Vandross.
- School Spirit contiene campionamenti di Spirit in the Dark, scritta ed eseguita da Aretha Franklin.
- Two Words contiene campioni di Peace & Love (Amani Na Mapenzi) – Movement IV (Encounter), scritta da Louis Wilson, Ric Wilson e Carlos Wilson ed eseguita da Mandrill.
- Through the Wire contiene campionamenti di Through the Fire, scritta da David Foster, Tom Keane e Cynthia Weil ed eseguita da Chaka Khan.
- Family Business contiene campionamenti di Fonky Thang, scritta da Terry Callier e Charles Stepney ed eseguita dai The Dells.
- Last Call contiene campionamenti di Mr. Rockefeller, scritta da Jerry Blatt e Bette Midler ed eseguita da Bette Midler.

## Formazione
Crediti adattati dal libretto del CD

### Musicisti
- John Legend – voce (traccia 3), voce aggiuntiva (tracce 2, 6, 7, 11, 21), voce di sottofondo (traccia 8), pianoforte (traccia 3)
- DeRay – voce aggiuntiva (tracce 1, 5, 14, 16, 17)
- Tony Williams – voce aggiuntiva (tracce 5, 6, 15, 17, 21)
- Sumeke Rainey – voce agginuntiva (tracce 9, 11)
- Tracie Spencer – voce aggiuntiva (traccia 12), voce di sottofondo (traccia 8)
- Riccarda Watkins – voce aggiuntiva (traccia 2)
- Candis Brown – voce aggiuntiva (traccia 10)
- Brandi Kuykenvall – voce aggiuntiva (traccia 10)
- Tiera Singleton – voce aggiuntiva (traccia 10)
- Aisha Tyler– voce aggiuntiva (traccia 12)
- Thomasina Atkins – voce aggiuntiva (traccia 20)
- Linda Petty – voce aggiuntiva (traccia 20)
- Beverly McCargo – voce aggiuntiva (traccia 20)
- Lavel Mena – voce aggiuntiva (traccia 20)
- Thai Jones – voce aggiuntiva (traccia 20)
- Kevin Shannon – voce aggiuntiva (traccia 20)
- Tarey Torae – voce aggiuntiva (traccia 20)
- Rude Jude – voce aggiuntiva (traccia 22)
- Terence Hardy – voci "bambinesche" (traccia 2)
- Diamond Alabi-Isama – voci "bambinesche" (traccia 2)
- James "JT" Knight – voci "bambinesche" (traccia 2)
- Keyshia Cole – voce di sottofondo (traccia 2)
- Ervin "EP" Pope – tastiere (tracce 8, 12), pianoforte (tracce 5, 11, 17, 21)
- Glenn Jeffery – chitarre (tracce 8, 12, 21)
- Keenan "Kee-note" Holloway – basso (tracce 8, 12), basso aggiuntivo (traccia 21)
- Frank Walker – percussioni (tracce 3, 8, 12)
- Ken Lewis – chitarra acustica (traccia 4), sample (traccia 8), strumentazione (traccia 20), chitarra, basso, tastiere, percussioni, voce (traccia 21)
- Eric "E-Bass" Johnson – chitarre (tracce 4,11)
- Bosko – talkbox (traccia 11)
- Keith Slattery – tastiere (traccia 18)
- Scott Ward – basso (traccia 19)
- Josh Zandman – pianoforte (traccia 20)
- Miri Ben-Ari – violino, arrangiamento (tracce 2, 3, 7, 11, 13, 18, 22)

### Produzione
- Rabeka Tunei – registrazione (tracce 1, 4–6, 8, 10, 14–17, 20, 21)
- Eugene A. Toale – registrazione (tracce 2, 3, 7, 11, 13, 22)
- Andrew Dawson – registrazione (tracce 6, 7, 11, 15)
- Anthony Kilhoffer – registrazione (tracce 3, 8, 9)
- Tatsuya Sato – registrazione (tracce 4, 6, 7)
- Rich Balmer – registrazione (tracce 2, 22)
- Brent Kolatalo – registrazione (tracce 8, 21), assistant engineering (track 22)
- Keith Slattery – registrazione (tracce 11, 18)
- Jacob Andrew – registrazione (tracce 13, 20)
- Gimel "Guru" Keaton – registrazione (traccia 8)
- Jacelyn Parry – registrazione (traccia 8)
- Michael Eleopoulos – registrazione (traccia 9)
- Dave Dar – registrazione (traccia 9)
- Jason Rauhoff – registrazione (traccia 13)
- Marc Fuller – registrazione (traccia 18)
- Carlisle Young – registrazione (traccia 18)
- Francis Graham – registrazione (traccia 19)
- Manny Marroquin – missaggio (tracce 1–10, 12–17, 19–21)
- Jared Lopez – missaggio (traccia 11)
- Mike Dean – missaggio (traccia 18)
- Ken Lewis – missaggio (traccia 22)
- Eddy Schreyer – mastering

### Design
- Danny Clinch – fotografia
- Eric Duvauchelle – direzione artistica, design
- Mike Godshall – direzione artistica, design
- Jim Morris – direzione artistica, design
- Stephanie Reynolds – direzione artistica, design
- Lauri Rowe – direzione artistica, design
- Bobby Naugle – Dropout Bear logo design
- Sam Hansen – Dropout Bear logo design

## Classifiche

### Classifiche settimanali
| Classifica (2004-22)      | Posizione massima |
| ------------------------- | ----------------- |
| Francia                   | 98                |
| Germania                  | 77                |
| Islanda                   | 29                |
| Regno Unito               | 12                |
| Stati Uniti               | 2                 |
| Stati Uniti (R&B/Hip-Hop) | 1                 |
| Stati Uniti (Rap)         | 5                 |
| Svezia                    | 39                |

### Classifiche di fine anno
| Classifica (2004)         | Posizione massima |
| ------------------------- | ----------------- |
| Stati Uniti               | 12                |
| Stati Uniti (R&B/Hip-Hop) | 4                 |